# 千昌夫の評判家族探訪
『千昌夫の評判家族探訪』（せんまさおのひょうばんかぞくたんぼう）は、1994年1月17日から同年3月28日までテレビ東京系列局で放送されていたテレビ東京製作の旅バラエティ番組である。その後も1994年4月11日から同年9月12日まで『千昌夫の評判家族!』（せんまさおのひょうばんかぞく）と題して放送されていた。

## 概要
家庭や住み慣れた街を見つめ直すことで新たな発見をしようというコンセプトの番組シリーズで、毎回千昌夫が日本各地の一般家庭を訪ね歩いていた。千のほか、彼をものまねのレパートリーにしているコロッケも出演していた。

## 放送時間
いずれも日本標準時。
- 月曜 21:00 - 21:54 （1994年1月17日 - 1994年3月28日）
- 月曜 19:00 - 19:30 （1994年4月11日 - 1994年9月12日） - 移動・改題。4月11日放送分のみ19:00 - 19:54の1時間スペシャルで放送。